# Schlüßlberg
Schlüßlberg là một đô thị ở huyện Grieskirchen bang Oberösterreich, nước Áo. Đô thị này có diện tích 19,9 km², dân số thời điểm ngày 31 tháng 12 năm 2005 là 3011 người.
Các khu vực dân cư: Alte Rosenau, Am Kröpflmühlerberg, Anzenberg, Atschenbach, Au, Brandhof, Buchet, Dingbach, Dingberg, Fischleithen, Fürth, Gewerbepark, Haid, Handelspark, Hiererberg, Hiering, Hornesberg, Kehrbach, Kochlöffleck, Kröpflmühle, Kumpfhub, Margarethen, Mitterndorf, Niederndorf, Oberschaffenberg, Parz, Pühret, Rosenau, Schaffenberg, Schlüßlberg, Schnölzenberg, Sonnwies, Straßfeld, Tegernbach, Thal, Trattenegg, Unternberg, Weinberg, Wintersberg.